# Старое Шуматово
Ста́рое Шума́тово (чув. Кивъял Шăмат) — поселок в Ядринском районе Чувашской Республики. Входит в состав Советского сельского поселения.

## География
Находится в западной части Чувашии, на расстоянии приблизительно 20 км на восток-юго-восток по прямой от районного центра города Ядрин на правом берегу речки Ербаш у республиканской автодороги.

## История
Известна с 1795 года, когда здесь было учтено 5 дворов. В XIX веке околоток села Шуматово (ныне Советское). В 1858 году было учтено 88 жителей, в 1906 — 41 двор и 205 жителей, в 1926 — 40 дворов и 182 жителя, в 1939—172, в 1979—192. В 2002 году было 43 двора, в 2010 — 40 домохозяйств. В 1929 году был образован колхоз «Ыраш», в 2010 действовал СХПК «Шуматовский».

## Население
Постоянное население составляло 130 человек (чуваши 100 %) в 2002 году, 105 в 2010.